# Kășin, Plevna
Kășin (în bulgară Къшин) este un sat în comuna Plevna, regiunea Plevna,  Bulgaria. 

## Demografie
Componența etnică a satului Kășin
     Bulgari (100%)
     Nicio identificare (0%)
     Altele (0%)
La recensământul din 2011, populația satului Kășin era de 312 locuitori. Din punct de vedere etnic, toți locuitorii erau bulgari.